# Krueng Beukah (Peusangan Selatan)
Krueng Beukah is een bestuurslaag in het regentschap Bireuen van de provincie Atjeh, Indonesië. Krueng Beukah telt 212 inwoners (volkstelling 2010).